# Skilanglauf-Eastern-Europe-Cup 2016/17
Der Skilanglauf-Eastern-Europe-Cup 2016/17 war eine von der FIS organisierte Wettkampfserie, die zum Unterbau des Skilanglauf-Weltcups 2016/17 gehörte. Sie begann am 21. November 2016 in Werschina Tjoi und endete am 1. März 2017 in Syktywkar. Die Gesamtwertung der Männer gewann Alexei Wizenko; bei den Frauen war Anna Netschajewskaja erfolgreich.

## Männer

### Resultate
| 1. Eastern-Europe-Cup in Werschina Tjoi, 21. bis 24. November 2016 | 1. Eastern-Europe-Cup in Werschina Tjoi, 21. bis 24. November 2016 | 1. Eastern-Europe-Cup in Werschina Tjoi, 21. bis 24. November 2016 | 1. Eastern-Europe-Cup in Werschina Tjoi, 21. bis 24. November 2016 | 1. Eastern-Europe-Cup in Werschina Tjoi, 21. bis 24. November 2016 |
| ------------------------------------------------------------------ | ------------------------------------------------------------------ | ------------------------------------------------------------------ | ------------------------------------------------------------------ | ------------------------------------------------------------------ |
| Datum                                                              | Disziplin                                                          | Erster Platz                                                       | Zweiter Platz                                                      | Dritter Platz                                                      |
| 21. November 2016                                                  | Sprint Freistil                                                    | Iwan Jakimuschkin                                                  | Andrei Krasnow                                                     | Ivan Guliaev                                                       |
| 22. November 2016                                                  | 10 km Freistil                                                     | Alexei Tscherwotkin                                                | Iwan Jakimuschkin                                                  | Denis Spizow                                                       |
| 23. November 2016                                                  | Sprint klassisch                                                   | Alexei Tscherwotkin                                                | Nikita Stupak                                                      | Alexei Wizenko                                                     |
| 24. November 2016                                                  | 15 km klassisch                                                    | Alexei Wizenko                                                     | Dmitri Rostowzew                                                   | Alexei Tscherwotkin                                                |

| 2. Eastern-Europe-Cup in Syanki, 20. bis 22. Dezember 2016 | 2. Eastern-Europe-Cup in Syanki, 20. bis 22. Dezember 2016 | 2. Eastern-Europe-Cup in Syanki, 20. bis 22. Dezember 2016 | 2. Eastern-Europe-Cup in Syanki, 20. bis 22. Dezember 2016 | 2. Eastern-Europe-Cup in Syanki, 20. bis 22. Dezember 2016 |
| ---------------------------------------------------------- | ---------------------------------------------------------- | ---------------------------------------------------------- | ---------------------------------------------------------- | ---------------------------------------------------------- |
| Datum                                                      | Disziplin                                                  | Erster Platz                                               | Zweiter Platz                                              | Dritter Platz                                              |
| 20. Dezember 2016                                          | 10 km klassisch                                            | Jury Astapenka                                             | Oleksij Krassowskyj                                        | Andrij Orlyk                                               |
| 21. Dezember 2016                                          | 15 km Freistil                                             | Jury Astapenka                                             | Sjarhej Dalidowitsch                                       | Ruslan Perechoda                                           |
| 22. Dezember 2016                                          | Sprint Freistil                                            | Ruslan Perechoda                                           | Jury Astapenka                                             | Yauhen Bazyleu                                             |

| 3. Eastern-Europe-Cup in Krasnogorsk, 24. bis 28. Dezember 2016 | 3. Eastern-Europe-Cup in Krasnogorsk, 24. bis 28. Dezember 2016 | 3. Eastern-Europe-Cup in Krasnogorsk, 24. bis 28. Dezember 2016 | 3. Eastern-Europe-Cup in Krasnogorsk, 24. bis 28. Dezember 2016 | 3. Eastern-Europe-Cup in Krasnogorsk, 24. bis 28. Dezember 2016 |
| --------------------------------------------------------------- | --------------------------------------------------------------- | --------------------------------------------------------------- | --------------------------------------------------------------- | --------------------------------------------------------------- |
| Datum                                                           | Disziplin                                                       | Erster Platz                                                    | Zweiter Platz                                                   | Dritter Platz                                                   |
| 24. Dezember 2016                                               | 15 km klassisch                                                 | Alexander Panschinski                                           | Jermil Wokujew                                                  | Nikita Krjukow                                                  |
| 25. Dezember 2016                                               | 15 km Freistil                                                  | Andrei Melnitschenko                                            | Alexander Bolschunow                                            | Pjotr Sedow                                                     |
| 27. Dezember 201&                                               | Sprint Freistil                                                 | Alexander Bolschunow                                            | Alexei Tscherwotkin                                             | Artur Petrov                                                    |
| 28. Dezember 2016                                               | 30 km klassisch                                                 | Alexander Bolschunow                                            | Nikita Stupak                                                   | Dmitri Japarow                                                  |

| 4. Eastern-Europe-Cup in Minsk, 12. bis 15. Januar 2017 | 4. Eastern-Europe-Cup in Minsk, 12. bis 15. Januar 2017 | 4. Eastern-Europe-Cup in Minsk, 12. bis 15. Januar 2017 | 4. Eastern-Europe-Cup in Minsk, 12. bis 15. Januar 2017 | 4. Eastern-Europe-Cup in Minsk, 12. bis 15. Januar 2017 |
| ------------------------------------------------------- | ------------------------------------------------------- | ------------------------------------------------------- | ------------------------------------------------------- | ------------------------------------------------------- |
| Datum                                                   | Disziplin                                               | Erster Platz                                            | Zweiter Platz                                           | Dritter Platz                                           |
| 12. Januar 2017                                         | 15 km klassisch                                         | Nikita Stupak                                           | Dmitri Japarow                                          | Alexei Wizenko                                          |
| 13. Januar 2017                                         | Sprint Freistil                                         | Andrei Parfjonow                                        | Andrey Feller                                           | Nikita Stupak                                           |
| 15. Januar 2017                                         | 15 km Freistil                                          | Wladislaw Skobelew                                      | Witali Puchkalo                                         | Jury Astapenka                                          |

| 5. Eastern-Europe-Cup in Krasnogorsk und Moskau, 10. und 12. Februar 2017 | 5. Eastern-Europe-Cup in Krasnogorsk und Moskau, 10. und 12. Februar 2017 | 5. Eastern-Europe-Cup in Krasnogorsk und Moskau, 10. und 12. Februar 2017 | 5. Eastern-Europe-Cup in Krasnogorsk und Moskau, 10. und 12. Februar 2017 | 5. Eastern-Europe-Cup in Krasnogorsk und Moskau, 10. und 12. Februar 2017 |
| ------------------------------------------------------------------------- | ------------------------------------------------------------------------- | ------------------------------------------------------------------------- | ------------------------------------------------------------------------- | ------------------------------------------------------------------------- |
| Datum                                                                     | Disziplin                                                                 | Erster Platz                                                              | Zweiter Platz                                                             | Dritter Platz                                                             |
| 10. Februar 2017                                                          | 15 km klassisch                                                           | Alexei Wizenko                                                            | Iwan Kirillow                                                             | Alexander Kuleshov                                                        |
| 12. Februar 2017                                                          | Sprint Freistil                                                           | Nikolai Morilow                                                           | Andrey Feller                                                             | Ildar Fayzullov                                                           |

| 6. Eastern-Europe-Cup in Syktywkar, 25. bis 1. März 2017 | 6. Eastern-Europe-Cup in Syktywkar, 25. bis 1. März 2017 | 6. Eastern-Europe-Cup in Syktywkar, 25. bis 1. März 2017 | 6. Eastern-Europe-Cup in Syktywkar, 25. bis 1. März 2017 | 6. Eastern-Europe-Cup in Syktywkar, 25. bis 1. März 2017 |
| -------------------------------------------------------- | -------------------------------------------------------- | -------------------------------------------------------- | -------------------------------------------------------- | -------------------------------------------------------- |
| Datum                                                    | Disziplin                                                | Erster Platz                                             | Zweiter Platz                                            | Dritter Platz                                            |
| 25. Februar 2017                                         | 15 km Freistil                                           | Jermil Wokujew                                           | Andrei Melnitschenko                                     | Raul Schakirsjanow                                       |
| 26. Februar 2017                                         | Sprint Freistil                                          | Andrei Krasnow                                           | Andrei Sobakarew                                         | Stepan Durkin                                            |
| 1. März 2017                                             | 30 km Skiathlon                                          | Denis Spizow                                             | Konstantin Glawatskich                                   | Raul Schakirsjanow                                       |

### Gesamtwertung Männer
| Rang | Name                 | Punkte |
| ---- | -------------------- | ------ |
| 1.   | Alexei Wizenko       | 717    |
| 2.   | Nikita Stupak        | 655    |
| 3.   | Andrey Feller        | 402    |
| 4.   | Alexei Tscherwotkin  | 381    |
| 5.   | Jury Astapenka       | 371    |
| 6.   | Artjom Nikolajew     | 335    |
| 7.   | Alexander Bolschunow | 320    |
| 8.   | Iwan Kirillow        | 313    |
| 9.   | Iwan Jakimuschkin    | 287    |
| 10.  | Denis Spizow         | 284    |
| 11.  | Dmitri Japarow       | 278    |
| 12.  | Andrei Krasnow       | 232    |
| 13.  | Raul Schakirsjanow   | 229    |
| 14.  | Jermil Wokujew       | 224    |

| Rang | Name                   | Punkte |
| ---- | ---------------------- | ------ |
| 15.  | Andrei Melnitschenko   | 221    |
| 16.  | Artur Petrov           | 214    |
| 17.  | Sjarhej Dalidowitsch   | 212    |
| 18.  | Ruslan Perechoda       | 205    |
| 19.  | Sergei Nowikow         | 202    |
| 20.  | Andrei Parfjonow       | 190    |
| 20.  | Dmitri Rostowzew       | 190    |
| 22.  | Oleksij Krassowskyj    | 175    |
| 23.  | Wladislaw Skobelew     | 172    |
| 24.  | Konstantin Glawatskich | 155    |
| 25.  | Nikolai Morilow        | 148    |
| 25.  | Pawel Petrow           | 148    |
| 27.  | Rifat Safiullin        | 142    |
| 28.  | Vladimir Karkin        | 141    |

| Rang | Name                  | Punkte |
| ---- | --------------------- | ------ |
| 29.  | Ivan Guliaev          | 139    |
| 30.  | Alexander Panschinski | 137    |
| 30.  | Andrei Sobakarew      | 137    |
| 32.  | Michail Sosnin        | 123    |
| 33.  | Michail Kuklin        | 114    |
| 34.  | Mikhail Smirnov       | 108    |
| 35.  | Yauhen Bazyleu        | 107    |
| 35.  | Andrij Orlyk          | 105    |
| 37.  | Vladyslav Kopylov     | 102    |
| 38.  | Sergey Lytnev         | 96     |
| 38.  | Witali Puchkalo       | 96     |
| 40.  | Oleksandr Mukshyn     | 93     |

## Frauen

### Resultate
| 1. Eastern-Europe-Cup in Werschina Tjoi, 21. bis 24. November 2016 | 1. Eastern-Europe-Cup in Werschina Tjoi, 21. bis 24. November 2016 | 1. Eastern-Europe-Cup in Werschina Tjoi, 21. bis 24. November 2016 | 1. Eastern-Europe-Cup in Werschina Tjoi, 21. bis 24. November 2016 | 1. Eastern-Europe-Cup in Werschina Tjoi, 21. bis 24. November 2016 |
| ------------------------------------------------------------------ | ------------------------------------------------------------------ | ------------------------------------------------------------------ | ------------------------------------------------------------------ | ------------------------------------------------------------------ |
| Datum                                                              | Disziplin                                                          | Erster Platz                                                       | Zweiter Platz                                                      | Dritter Platz                                                      |
| 21. November 2016                                                  | Sprint Freistil                                                    | Polina Nekrassowa                                                  | Evgenia Oschepkova                                                 | Natalja Iljina                                                     |
| 22. November 2016                                                  | 5 km Freistil                                                      | Anna Netschajewskaja                                               | Marija Istomina                                                    | Maria Likhacheva                                                   |
| 23. November 2016                                                  | Sprint klassisch                                                   | Polina Nekrassowa                                                  | Marija Dawydenkowa                                                 | Olga Repnizyna                                                     |
| 24. November 2016                                                  | 10 km klassisch                                                    | Marija Guschtschina                                                | Anna Netschajewskaja                                               | Larissa Rjassina                                                   |

| 2. Eastern-Europe-Cup in Syanki, 20. bis 22. Dezember 2016 | 2. Eastern-Europe-Cup in Syanki, 20. bis 22. Dezember 2016 | 2. Eastern-Europe-Cup in Syanki, 20. bis 22. Dezember 2016 | 2. Eastern-Europe-Cup in Syanki, 20. bis 22. Dezember 2016 | 2. Eastern-Europe-Cup in Syanki, 20. bis 22. Dezember 2016 |
| ---------------------------------------------------------- | ---------------------------------------------------------- | ---------------------------------------------------------- | ---------------------------------------------------------- | ---------------------------------------------------------- |
| Datum                                                      | Disziplin                                                  | Erster Platz                                               | Zweiter Platz                                              | Dritter Platz                                              |
| 20. Dezember 2016                                          | 5 km klassisch                                             | Tetjana Antypenko                                          | Walentyna Schewtschenko                                    | Maryna Bukinich                                            |
| 21. Dezember 2016                                          | 10 km Freistil                                             | Walentyna Schewtschenko                                    | Tetjana Antypenko                                          | Lada Nesterenko                                            |
| 22. Dezember 2016                                          | Sprint Freistil                                            | Tetjana Antypenko                                          | Walentyna Schewtschenko                                    | Maryna Bukinich                                            |

| 3. Eastern-Europe-Cup in Krasnogorsk, 24. bis 28. Dezember 2016 | 3. Eastern-Europe-Cup in Krasnogorsk, 24. bis 28. Dezember 2016 | 3. Eastern-Europe-Cup in Krasnogorsk, 24. bis 28. Dezember 2016 | 3. Eastern-Europe-Cup in Krasnogorsk, 24. bis 28. Dezember 2016 | 3. Eastern-Europe-Cup in Krasnogorsk, 24. bis 28. Dezember 2016 |
| --------------------------------------------------------------- | --------------------------------------------------------------- | --------------------------------------------------------------- | --------------------------------------------------------------- | --------------------------------------------------------------- |
| Datum                                                           | Disziplin                                                       | Erster Platz                                                    | Zweiter Platz                                                   | Dritter Platz                                                   |
| 24. Dezember 2016                                               | Sprint klassisch                                                | Natalja Matwejewa                                               | Polina Kowaljowa                                                | Natalja Neprjajewa                                              |
| 25. Dezember 2016                                               | 10 km Freistil                                                  | Anna Netschajewskaja                                            | Anna Medwedewa                                                  | Natalja Iljina                                                  |
| 27. Dezember 2016                                               | Sprint Freistil                                                 | Natalja Matwejewa                                               | Tatjana Aljoschina                                              | Darja Wedenina                                                  |
| 28. Dezember 2016                                               | 15 km klassisch                                                 | Olga Rotschewa                                                  | Natalja Neprjajewa                                              | Larissa Rjassina                                                |

| 4. Eastern-Europe-Cup in Minsk, 12. bis 15. Januar 2017 | 4. Eastern-Europe-Cup in Minsk, 12. bis 15. Januar 2017 | 4. Eastern-Europe-Cup in Minsk, 12. bis 15. Januar 2017 | 4. Eastern-Europe-Cup in Minsk, 12. bis 15. Januar 2017 | 4. Eastern-Europe-Cup in Minsk, 12. bis 15. Januar 2017 |
| ------------------------------------------------------- | ------------------------------------------------------- | ------------------------------------------------------- | ------------------------------------------------------- | ------------------------------------------------------- |
| Datum                                                   | Disziplin                                               | Erster Platz                                            | Zweiter Platz                                           | Dritter Platz                                           |
| 12. Januar 2017                                         | 10 km klassisch                                         | Justyna Kowalczyk                                       | Julija Tichonowa                                        | Marija Dawydenkowa                                      |
| 13. Januar 2017                                         | Sprint Freistil                                         | Julija Tichonowa                                        | Natalja Iljina                                          | Marija Dawydenkowa                                      |
| 15. Januar 2017                                         | 10 km Freistil                                          | Anna Netschajewskaja                                    | Julija Tichonowa                                        | Natalja Iljina                                          |

| 5. Eastern-Europe-Cup in Krasnogorsk und Moskau, 10. und 12. Februar 2017 | 5. Eastern-Europe-Cup in Krasnogorsk und Moskau, 10. und 12. Februar 2017 | 5. Eastern-Europe-Cup in Krasnogorsk und Moskau, 10. und 12. Februar 2017 | 5. Eastern-Europe-Cup in Krasnogorsk und Moskau, 10. und 12. Februar 2017 | 5. Eastern-Europe-Cup in Krasnogorsk und Moskau, 10. und 12. Februar 2017 |
| ------------------------------------------------------------------------- | ------------------------------------------------------------------------- | ------------------------------------------------------------------------- | ------------------------------------------------------------------------- | ------------------------------------------------------------------------- |
| Datum                                                                     | Disziplin                                                                 | Erster Platz                                                              | Zweiter Platz                                                             | Dritter Platz                                                             |
| 10. Februar 2017                                                          | 10 km klassisch                                                           | Zhanna Muraveva                                                           | Ksenia Feller                                                             | Alija Iksanova                                                            |
| 12. Februar 2017                                                          | Sprint Freistil                                                           | Marija Dawydenkowa                                                        | Anna Netschajewskaja                                                      | Natalja Iljina                                                            |

| 5. Eastern-Europe-Cup in Syktywkar, 25. bis 1. März 2017 | 5. Eastern-Europe-Cup in Syktywkar, 25. bis 1. März 2017 | 5. Eastern-Europe-Cup in Syktywkar, 25. bis 1. März 2017 | 5. Eastern-Europe-Cup in Syktywkar, 25. bis 1. März 2017 | 5. Eastern-Europe-Cup in Syktywkar, 25. bis 1. März 2017 |
| -------------------------------------------------------- | -------------------------------------------------------- | -------------------------------------------------------- | -------------------------------------------------------- | -------------------------------------------------------- |
| Datum                                                    | Disziplin                                                | Erster Platz                                             | Zweiter Platz                                            | Dritter Platz                                            |
| 25. Februar 2017                                         | 10 km Freistil                                           | Anna Netschajewskaja                                     | Darja Storoschilowa                                      | Marija Dawydenkowa                                       |
| 26. Februar 2017                                         | Sprint Freistil                                          | Natalja Neprjajewa                                       | Anna Netschajewskaja                                     | Anna Morkovkina                                          |
| 1. März 2017                                             | 15 km Skiathlon                                          | Anna Netschajewskaja                                     | Ekaterina Yadovina                                       | Natalja Neprjajewa                                       |

### Gesamtwertung Frauen
| Rang | Name                    | Punkte |
| ---- | ----------------------- | ------ |
| 1.   | Anna Netschajewskaja    | 816    |
| 2.   | Marija Dawydenkowa      | 662    |
| 3.   | Natalja Iljina          | 523    |
| 4.   | Anastassija Kasakul     | 376    |
| 5.   | Anna Morkovkina         | 324    |
| 6.   | Natalja Neprjajewa      | 320    |
| 7.   | Larissa Rjassina        | 291    |
| 8.   | Tetjana Antypenko       | 280    |
| 9.   | Anastasija Wlassowa     | 276    |
| 10.  | Tatjana Aljoschina      | 275    |
| 11.  | Walentyna Schewtschenko | 260    |
| 11.  | Julija Tichonowa        | 260    |
| 13.  | Anna Medwedewa          | 251    |
| 14.  | Zhanna Muraveva         | 250    |

| Rang | Name                | Punkte |
| ---- | ------------------- | ------ |
| 15.  | Polina Nekrassowa   | 240    |
| 16.  | Natalja Matwejewa   | 236    |
| 16.  | Olga Repnizyna      | 236    |
| 18.  | Marija Istomina     | 212    |
| 19.  | Marija Guschtschina | 209    |
| 20.  | Polina Seronossowa  | 202    |
| 21.  | Lilija Wassiljewa   | 193    |
| 22.  | Ksenia Feller       | 187    |
| 23.  | Ekaterina Yadovina  | 180    |
| 24.  | Evgenia Oschepkova  | 172    |
| 25.  | Olga Rotschewa      | 170    |
| 26.  | Anastasija Wlassowa | 161    |
| 27.  | Lada Nesterenko     | 155    |
| 28.  | Maryna Bukinich     | 147    |

| Rang | Name                  | Punkte |
| ---- | --------------------- | ------ |
| 28.  | Darja Storoschilowa   | 147    |
| 30.  | Wiktorija Olech       | 140    |
| 31.  | Jana Kirpitschenko    | 136    |
| 32.  | Lali Kvaratskhelia    | 135    |
| 33.  | Svetlana Kuznetsova   | 130    |
| 34.  | Anna Schewtschenko    | 118    |
| 35.  | Anastasija Moskalenko | 113    |
| 36.  | Diliara Sabirzianova  | 112    |
| 37.  | Alija Iksanova        | 104    |
| 37.  | Nastassja Kirylawa    | 104    |
| 39.  | Julija Krol           | 103    |
| 39.  | Natalia Rudenko       | 103    |